# Black Bart (téléfilm, 1975)
Pour les articles homonymes, voir Black Bart.
Black Bart est un téléfilm de Robert Butler diffusé en 1975.
C'est le pilote d'une série télévisée adaptée du film Le shérif est en prison de Mel Brooks, sorti la même année.

## Synopsis
Bart est le shérif noir de Rock Ridge et doit protéger la ville du crime tout en se faisant respecter par la populace locale quelque peu raciste.

## Fiche technique
- Titre Original : Black Bart
- Réalisation : Robert Butler
- Scénario : Andrew Bergman (créateur), Michael Elias et Frank Shaw
- Production : Robert Butler, Michael T. Elias, Frank Shaw
  - Producteur exécutif : Mark Tuttle
  - Directeur de production : William A. Porter
- Musique originale : Tom Scott
- Photographie : Michael D. Margulies
- Montage : Neil Travis
- Direction artistique : Archie J. Bacon
- Assistant réalisateur : William A. Porter
- Son : Gene Garvin
- Date de diffusion : 
  -  États-Unis : 4 avril 1975

## Distribution
- Louis Gossett Jr. : Black Bart
- Steve Landesberg : Reb Jordan
- Millie Slavin : Belle Buzzer
- Noble Willingham : Fern Malaga
- Ruben Moreno : Moonwolf
- Theodore Lehmann : Mr. Swenson
- Gerrit Graham : Curley
- Brooke Adams : Jennifer
- Tamar Cooper : Mrs. Swenson
- Rand Bridges : Porter
- Poindexter Yothers : Hughie
- Jock Livingston